# Billinge (Szwecja)
Billinge – miejscowość (tätort) w Szwecji, w regionie administracyjnym (län) Skania, w gminie Eslöv.
Według danych Szwedzkiego Urzędu Statystycznego liczba ludności wyniosła: 434 (31 grudnia 2015), 425 (31 grudnia 2018) i 451 (31 grudnia 2019).